# David Benioff
David Friedman (/ˈfriːdmən/; Nova York, 25 de setembre de 1970), conegut professionalment com David Benioff (/ˈbɛniɒf/), és un escriptor estatunidenc, director i productor. Juntament amb el seu col·laborador D. B. Weiss, és conegut principalment com a cocreador, show runner i escriptor de Game of Thrones (2011–2019), l'adaptació d'HBO de la sèrie de llibres de George R. R. Martin Cançó de gel i foc. També és conegut per escriure 25th Hour (2002), Troia (2004), City of Thieves (2008) i coescriure X-Men Origins: Wolverine (2009).

## Primers anys de vida
Benioff va néixer David Friedman a la ciutat de Nova York, el més petit de tres fills d'una família jueva amb arrels ancestrals a Àustria, Romania, Alemanya, Polònia i Rússia. És fill de Barbara (de soltera Benioff) i Stephen Friedman, un antic cap de Goldman Sachs. És un cosí llunyà del fundador de Salesforce, Marc Benioff. Té dues germanes grans, Suzy i Caroline, i va créixer a Manhattan, primer a Peter Cooper Village, després al carrer 86, on va passar la major part de la seva infància, abans de traslladar-se a prop de la seu de les Nacions Unides quan tenia 16 anys.
Benioff és un antic alumne de la Collegiate School i el Dartmouth College. A Dartmouth va ser membre de la Phi Delta Alpha Fraternity i de la Sphinx Senior Society. Després de graduar-se l'any 1992, va tenir diverses feines: durant un temps com a porter de club a San Francisco, i com a professor d'anglès de secundària a Poly Prep a Brooklyn durant dos anys, on va exercir com a entrenador de lluita lliure de l'escola.
Benioff es va interessar per una carrera acadèmica i va anar al Trinity College de Dublín el 1995, per a un programa d'un any per estudiar literatura irlandesa. A Dublín va conèixer D. B. Weiss, que més tard esdevingué el seu col·laborador. Benioff va escriure una tesi sobre Samuel Beckett al Trinity College, però va decidir no fer carrera a l'acadèmia. Va treballar com a DJ de ràdio a Moose, Wyoming, durant un any, principalment com a treball secundari que va acceptar principalment per passar un any al camp en un retir d'escriptors. Després va sol·licitar unir-se al programa d'escriptura creativa de la Universitat de Califòrnia a Irvine després de llegir The Mysteries of Pittsburgh de Michael Chabon (un antic alumne allà), i hi va rebre un Màster en Belles Arts en escriptura creativa el 1999.
L'any 2001, la revista People va incloure Benioff a la seva llista dels 50 batxillers més aptes d'Amèrica.
Quan era adult, va començar a utilitzar el seu nom de ploma de David Benioff quan es va publicar la seva primera novel·la el 2001. Benioff és el nom de soltera de la seva mare. Va explicar que ho va fer per evitar confusions amb altres escriptors anomenats David Friedman. A efectes legals, els seus documents de drets d'autor des de la dècada de 2010 en endavant hi figura com "David Benioff Friedman".

## Carrera

### Carrera d'escriptor
Benioff va passar dos anys escrivint la seva primera novel·la publicada, The 25th Hour, originalment titulada Fireman Down, i va completar el llibre com a tesi per al seu màster a Irvine. Se li va demanar que adaptés el llibre a un guió després que Tobey Maguire llegís una còpia comercial preliminar i s'interessés a fer una pel·lícula del llibre. L'adaptació cinematogràfica, 25th Hour, protagonitzada per Edward Norton, va ser dirigida per Spike Lee. L'any 2004 Benioff va publicar un recull de contes, When the Nines Roll Over (And Other Stories).
Va redactar un guió de l'èpica mitològica Troia (2004), pel qual Warner Bros. pirctures li va pagar 2,5 milions de dòlars. També va escriure el guió del thriller psicològic Stay (2005), dirigit per Marc Forster i protagonitzat per Ewan McGregor i Naomi Watts. El seu guió de The Kite Runner (2007), adaptat de la novel·la homònima, va suposar la seva segona col·laboració amb Forster.
Benioff va ser contractat el 2004 per escriure el guió de X-Men Origins: Wolverine (2009). Va basar el seu guió en la història "Weapon X" de Barry Windsor-Smith, la sèrie limitada de 1982 de Chris Claremont i Frank Miller sobre el personatge, així com la sèrie limitada de 2001 Origin. Hugh Jackman va explicar que va col·laborar en el guió. Més tard, Fox va contractar Skip Woods per revisar i reescriure el guió de Benioff. Benioff havia apuntat a una història "més fosca i una mica més brutal", escrivint-la amb una qualificació R al cap, però va reconèixer que el to final de la pel·lícula dependria dels productors i del director.
El 2006, Benioff es va interessar per adaptar la sèrie de novel·les de George R. R. Martin Cançó de gel i foc, i va començar a treballar amb Weiss en una proposta de sèrie de televisió, Game of Thrones. El pilot, " Winter Is Coming ", va ser desenvolupat per HBO el 2007 i la sèrie va tenir llum verda el 2010. Benioff i Weiss van actuar com a productors executius, showrunners i escriptors del programa. Va començar a emetre's a HBO el 2011. Benioff i Weiss havien treballat anteriorment junts en un guió per a una pel·lícula de terror titulada The Headmaster, però mai es va fer.
L'octubre de 2007, Universal Pictures va contractar Benioff per escriure un guió adaptat de la biografia de Charles R. Cross de Kurt Cobain, però el guió no es va utilitzar.
El 2008 es va publicar la segona novel·la de Benioff, City of Thieves, la qual va rebre el Premi Alex 2009 de la American Library Association.
El 10 d'abril de 2014, Benioff va anunciar que Weiss i ell havien assumit el seu primer projecte de llargmetratge per escriure, produir i dirigir Dirty White Boys, basat en una novel·la de Stephen Hunter. 21st Century Fox va donar llum verda a la preproducció de la pel·lícula tot i que en aquell moment, ambdós productors tenien obligacions contractuals importants per a altres projectes. Tot i que es suposava que el desenvolupament de Dirty White Boys continuaria lentament, la promoció de la pel·lícula es va aturar del tot. Segons Kasey Moore, fa anys que ningú conegut per estar involucrat amb Dirty White Boys, no ha donat cap actualització sobre l'estat del projecte.
El 19 de juliol de 2017, Benioff va anunciar que ell i Weiss produirien una altra sèrie d'HBO, Confederate, després de l'última temporada de Game of Thrones. L'anunci de Confederate es va trobar amb animadversió pública i des d'agost de 2019 (quan es va anunciar l'acord de Benioff i Weiss amb Netflix) no avança.
El 6 de febrer de 2018, Disney va anunciar que Benioff i Weiss escriurien i produirien una nova sèrie de pel·lícules de La guerra de les galàxies després que l'última temporada de Game of Thrones acabés el 2019.
Cap al final de l'última temporada de Game of Thrones, es va iniciar una petició a HBO a Change.org que va anomenar Benioff i Weiss "escriptors lamentablement incompetents" i va exigir "escriptors competents" que refessin la vuitena temporada de Game of Thrones d'una manera "que tingui sentit". La petició finalment va acumular més d'1 milió i mig de signatures. A Chicago Sun Times, Richard Roeper, va escriure que la reacció a la vuitena temporada va ser tan gran que dubtava que "hagués vist mai el nivell de vitriol dels fans (i, en menor grau, crítiques) del nivell" de Game of Thrones.
A principis d'agost de 2019, Benioff i Weiss van negociar un acord exclusiu de cinema i televisió de diversos anys amb Netflix per valor de 200 milions de dòlars. A causa del seu compromís amb Netflix, Benioff i Weiss van deixar el seu contracte per produir pel·lícules de La guerra de les galàxies per a Disney i Lucasfilm.
El setembre de 2020, es va anunciar que Benioff, Weiss i Alexander Woo escriuran i seran productorsn executius d'una sèrie de Netflix basada en la trilogia The Three-Body Problem.

### Carrera de direcció
Benioff i Weiss van dirigir junts dos episodis de Game of Thrones, llançant una moneda per decidir qui obtindria el crèdit del programa. A Benioff se li va concedir el crèdit de l'episodi 3 de la temporada 3, "Walk of Punishment", mentre que a Weiss se li va atribuir l'episodi 1 de la temporada 4, "Two Swords". Benioff i Weiss codirigien el final de la sèrie.
El primer projecte de Benioff i Weiss a Netflix va ser dirigir l'especial de monòlegs Leslie Jones: Time Machine.

## Vida personal
El 30 de setembre de 2006, Benioff es va casar amb l'actriu Amanda Peet en una tradicional cerimònia jueva a la ciutat de Nova York. Tenen tres fills. La família divideix el seu temps entre cases de Manhattan i Beverly Hills. És el cosí de l'empresari de programari Marc Benioff.

### Autor
| Títol                    | Any  | Tipus                      | Nota |
| ------------------------ | ---- | -------------------------- | --- |
| The 25th Hour            | 2001 | Novel·la                   | Rústica: 224 pàgines Editorial: Plume; edició Reissue (29 gener 2002) Idioma: anglès ISBN 0-452-28295-0 |
| When the Nines Roll Over | 2004 | Col·lecció de contes curts | Tapa dura: 223 pàgines Editorial: Viking Books (19 d'agost de 2004) Idioma: anglès ISBN 0-670-03339-1   |
| City of Thieves          | 2008 | Novel·la                   | Tapa dura: 281 pàgines Editor: Viking Books (15 de maig de 2008) Idioma: anglès ISBN 0-670-01870-8      |

## Filmografia

### Pel·lícula
| Any  | Títol                    | Escriptor | Productor | Director          | Notes |
| ---- | ------------------------ | --------- | --------- | ----------------- | --- |
| 2002 | 25th Hour                | Sí        |           | Spike Lee         | Nominada: Premi de la Boston Society of Film Critics al millor guió (2002) |
| 2004 | Troia                    | Sí        |           | Wolfgang Petersen | |
| 2005 | Stay                     | Sí        |           | Marc Forster      | |
| 2005 | When the Nines Roll Over | Sí        | Sí        | Sí                | Curtmetratge basat en una història de When the Nines Roll Over |
| 2007 | The Kite Runner          | Sí        |           | Marc Forster      | Premi Christopher a la millor pel·lícula (2007) Nominada: Globus d'Or a la millor pel·lícula en llengua estrangera (2008) Nominada: premi BAFTA al millor guió adaptat (2008) Nominada: Premi Satellite al millor guió adaptat (2007) |
| 2009 | X-Men Orígens: Wolverine | Sí        |           | Gavin Hood        | Va escriure conjuntament amb Skip Woods |
| 2009 | Brothers                 | Sí        |           | Jim Sheridan      | |
| 2019 | Gemini Man               | Sí        |           | Ang Lee           | Va coescriure amb Billy Ray i Darren Lemke |
| 2021 | Metall Lords             |           | Sí        | Peter Sollett     | Coprodueix amb DB Weiss |
| TBA  | Lovecraft                |           | Sí        | TBA               | Coprodueix amb DB Weiss |

### Televisió
| Any       | Títol                            | Escriptor | Productor executiu | Director | Notes |
| --------- | -------------------------------- | --------- | ------------------ | -------- | --- |
| 2011-2019 | Game of Thrones                  | Sí        | Sí                 | Sí       | Co-creador Va dirigir i va escriure l'episodi: "Walk of Punishment" Va dirigir i va escriure l'episodi (amb DB Weiss): "The Iron Throne" Escrit: 45 episodis Premi Hugo a la millor presentació dramàtica, format llarg (2012) Premi Hugo a la millor presentació dramàtica, format curt (2013-2014) Premi del Gremi de Productors d'Amèrica al millor drama episòdic (2015) Premis Golden Nymph al millor productor internacional (2012) Nominat: Premi del Gremi de Productors d'Amèrica al millor drama episòdic (2011-2014, 2016, 2018) Nominat— BAFTA al millor programa internacional (2013) Nominat: Premi Hugo a la millor presentació dramàtica, format curt (2015, 2017) Nominat— USC Scripter Award al millor guió adaptat (2016-2017) Nominat— Premi Humanitas per a la televisió en xarxa o sindicada de 60 minuts (2017) |
| 2013      | It's Always Sunny in Philadephia | Sí        |                    |          | Va escriure l'episodi: "Flors per a Charlie" Bored Lifeguard # 1 (cameo a "The Gang Goes to a Water Park") |
| 2020      | Leslie Jones: Time Machine       |           |                    | Sí       | Codirigeix amb DB Weiss |
| 2021      | The Chair                        |           | Sí                 |          | Coprodueix amb DB Weiss |
| 2024      | 3 Body Problem                   | Sí        | Sí                 |          | Coprodueix amb DB Weiss i Alexander Woo |
| TBA       | The Overstory                    |           | Sí                 |          | Coprodueix amb DB Weiss |

## Premis i nominacions
| Any  | Premi                                      | Categoria                              | Recipient       | Resultat  |
| ---- | ------------------------------------------ | -------------------------------------- | --------------- | --------- |
| 2011 | Primetime Emmy                             | Outstanding Drama Series               | Game of Thrones | Nominat   |
| 2011 | Primetime Emmy                             | Outstanding Writing for a Drama Series | Game of Thrones | Nominat   |
| 2012 | Primetime Emmy                             | Outstanding Drama Series               | Game of Thrones | Nominat   |
| 2012 | Premi del Sindicat de Guionistes d'Amèrica | Sèrie dramàtica                        | Game of Thrones | Nominat   |
| 2012 | Premi del Sindicat de Guionistes d'Amèrica | New Series                             | Game of Thrones | Nominat   |
| 2013 | Primetime Emmy Award                       | Outstanding Drama Series               | Game of Thrones | Nominat   |
| 2013 | Primetime Emmy Award                       | Outstanding Writing for a Drama Series | Game of Thrones | Nominat   |
| 2013 | Premi del Sindicat de Guionistes d'Amèrica | Drama Series                           | Game of Thrones | Nominat   |
| 2014 | Primetime Emmy Award                       | Outstanding Drama Series               | Game of Thrones | Nominat   |
| 2014 | Primetime Emmy Award                       | Outstanding Writing for a Drama Series | Game of Thrones | Nominat   |
| 2015 | Primetime Emmy Award                       | Outstanding Drama Series               | Game of Thrones | Guanyador |
| 2015 | Primetime Emmy Award                       | Outstanding Writing for a Drama Series | Game of Thrones | Guanyador |
| 2015 | Premi del Sindicat de Guionistes d'Amèrica | Drama Series                           | Game of Thrones | Nominat   |
| 2016 | Primetime Emmy Award                       | Outstanding Drama Series               | Game of Thrones | Guanyador |
| 2016 | Primetime Emmy Award                       | Outstanding Writing for a Drama Series | Game of Thrones | Guanyador |
| 2016 | Premi del Sindicat de Guionistes d'Amèrica | Drama Series                           | Game of Thrones | Nominat   |
| 2016 | Premi del Sindicat de Guionistes d'Amèrica | Episodic Drama                         | Game of Thrones | Nominat   |
| 2017 | Premi del Sindicat de Guionistes d'Amèrica | Drama Series                           | Game of Thrones | Nominat   |
| 2017 | Premi del Sindicat de Guionistes d'Amèrica | Episodic Drama                         | Game of Thrones | Nominat   |
| 2018 | Primetime Emmy                             | Outstanding Drama Series               | Game of Thrones | Guanyador |
| 2018 | Primetime Emmy                             | Outstanding Writing for a Drama Series | Game of Thrones | Nominat   |
| 2018 | Premi del Sindicat de Guionistes d'Amèrica | Drama Series                           | Game of Thrones | Nominat   |
| 2019 | Primetime Emmy                             | Outstanding Drama Series               | Game of Thrones | Guanyador |
| 2019 | Primetime Emmy                             | Outstanding Writing for a Drama Series | Game of Thrones | Nominat   |